# Søren Georg Jensen
Søren Georg Jensen (* 4. Oktober 1917 in Kopenhagen; † 20. September 1982 ebenda) war ein dänischer Bildhauer und Silberschmied. Als Sohn des bekannten Silberschmieds Georg Arthur Jensen (1866–1935) war er von 1962 bis 1974 künstlerischer Leiter der Georg-Jensen-Silberschmiede.

## Herkunft und Ausbildung
Der in Kopenhagen geborene Jensen wurde von seinem Vater Georg Arthur Jensen zum Silberschmied ausgebildet. Seine künstlerische Ausbildung erhielt er von 1938 bis 1941 an der Zeichenschule von Bizzie Høyer und studierte anschließend von 1941 bis 1945 an der Bildhauerschule der Königlich Dänischen Kunstakademie unter Einar Utzon-Frank, wo er 1946 die kleine Goldmedaille für die Skulptur eines lebensgroßen „David“ erhielt.
Während eines Aufenthalts in Paris 1947–1948 wurde er von Ossip Zadkine, dessen Schüler er war, und von Aristide Maillol und Henri Laurens beeinflusst. Hier schloss er seine Bildhauerausbildung ab.

## Leben
Søren Georg Jensen arbeitete zunächst mit Porträts und Figuren in einer naturalistischen Sprache, aber sein Aufenthalt in Paris war ein Wendepunkt. Ende 1948 wurden seine Skulpturen konstruktiver, und als er nach Dänemark zurückkehrte, zeigte er 1949 auf der Ausstellung der Gruppe „Linien II“ einige stark vereinfachte, kubistisch inspirierte Skulpturen, meist aus gebranntem Ton, und einige sehr konstruktive Arbeiten. Im Jahr 1950 stellte er das Originalmodell für die Skulptur Liegende Figur aus, das trotz seiner zangenartigen Form seinen Ausgangspunkt, eine liegende Frau, deutlich erkennen lässt (1959 in Bronze gegossen und 1982 aufgestellt bei Sortedam Dossering in Kopenhagen).
Im Jahr 1952 erwähnt eine Rezension einige „eckige Damen in Gips“, eine Skulptur in der Ausdrucksform abstrakt und dies ziemlich konsequent. Nach dieser Zeit hat keines seiner Werke die Vorstellung von sichtbaren Phänomenen gefordert. Er arbeitete streng geometrisch-abstrakt mit der skulpturalen Sprache. Die architektonische Struktur, die Stimmigkeit der klaren Flächen, das oft musikalische Spiel der Größen mit Schnitten und Schlägen passen gut zu der konsequenten, klaren Steinmetzarbeit, u. a. mit Granit und Marmor, die Jensen besonders gerne verwendete, aber auch Bronze und Ton gehören zu seinen Materialien. Jensens skulpturale Arbeiten bestehen oft aus ineinandergreifenden Steinen, die jeweils unabhängig voneinander bearbeitet wurden.
Für das Esbjerg-Kunstmuseum fertigte Jensen 1953 eine große Skulptur an, in der sich kubische Formen aus Schichtholz verflechten. Von einer kleinen Standfläche breitet sich die Form nach oben aus, was für viele Skulpturen von ihm aus dieser Zeit charakteristisch ist. Sie lassen sich in zwei Gruppen einteilen: die Horizontalen und die Stehenden mit kleiner Standfläche, oft zweigeteilt.
Jensen hat an zahlreichen Ausstellungen im In- und Ausland teilgenommen und wurde 1958 Mitglied der Künstlervereinigung „Den frie“ (deutsch Die Freien).
Während seines Aufenthalts in Rom 1958–1959 ließ er sich von der modernen italienischen Skulptur inspirieren und modellierte einige spontane, knorrige Werke, die in Bronze gegossen wurden, kehrte aber bald zur konkreten Formensprache zurück. Gleichzeitig dämmerte ihm die Bedeutung des Materials stärker als zuvor, und er fertigte einige nüchterne, geometrische Granitsteine mit wenigen, präzisen Verschiebungen in den glatten Oberflächen.
In den Jahren 1957–1958 experimentierte Jensen mit Glasskulpturen, bei denen er wiederum zwei Themen verfolgte: die langen, dünnen, organischen Figuren und die klumpigeren. Ende der 1950er Jahre entwarf er auch Wandteppiche für seine dritte Ehefrau Tusta Wefring.
Aus der Arbeit an vorgefertigten Kanalrohren aus Schamottesteinzeug einer Bornholmer Ziegelei entstanden 1967 mehrere Keramikskulpturen auch unter Einbeziehung anderer keramischer Industrieprodukte. Die ungebrannten, feuchten Tonröhren wurden von ihm kombiniert und bearbeitet und anschließend ohne Glasur gebrannt. Auch hier spielte er mit seinem Hauptthema zwischen vertikal und horizontal. Die hohen, schmalen, aufsteigenden Stapel sind nach der Morgengöttin Eos benannt, während die niedrigen, horizontalen Stapel nach dem Sonnengott Helios benannt sind. Dieses Motiv wurde u. a. auf Granit übertragen. Dafür steht der Springbrunnen am Gråbrødretorv in Kopenhagen, der mit klaren, einfachen Formen der Platzarchitektur eine neue Dimension verleiht. Kurz aufflammende Bürgerproteste gegen den kubistischen Brunnen konnten aber eine Aufstellung nicht verhindern.
Nach dieser Arbeit erhielt Jensen mehrere monumentale Aufträge, die es ihm ermöglichten, sich im großen Format zu entfalten und seine Skulpturen mit dem architektonischen Rahmen zusammenarbeiten zu lassen. Besonders in den letzten Jahren verwendete er oft ortsfremde Steinsorten, z. B. schwarzen brasilianischen Granit, der aus aller Welt nach Carrara importiert wird, und er ließ dünne Linien über die geschlossenen und klaren Formen laufen und betonte Gewicht und Volumen der Skulptur. Die Skulptur auf dem Platz „Søndre Toldbod“ in Kopenhagen ist eine Weiterentwicklung der Travertin-Skulptur Aurora septentrionalis, die er wenige Jahre zuvor in Rom für Det Danske Institut for Videnskab og Kunst i Rom angefertigt hatte. Aufgrund ihrer Größe ist die Skulptur in eine Reihe von fächerförmigen Abschnitten um ein kreisförmiges Loch herum unterteilt. Der Stein wechselt zwischen glatt polierten Oberflächen und rauen Stellen, während die Form maritime Bezüge enthält. Dies gilt auch für drei der großen Skulpturen, die Jensen als Dekoration rund um das Hafenbecken im dänischen Außenministerium in Christianshavn (Asiatisk Plads) geschaffen hat: den Kyklopen, ein großes Steinauge, Die lange Reise, eine dreiteilige Skulptur auf einem Plateau, deren Formen und Linien spielen in rhythmischen Brüchen und Verschiebungen zusammen, und schließlich die Figur des Galion, die sich, wie einige der frühen Skulpturen, von einer kleinen Standfläche aus ausbreitet.

### Designer in der Silberschmiede
Ab 1949 war Jensen Designer bei der von seinem Vater gegründeten Silberschmiede „Georg Jensen Sølvsmedie A/S“ und wurde von 1962 bis 1974 deren künstlerischer Leiter. Er setzte seine skulpturalen Ideen in einer Reihe von unverwechselbaren Korpusarbeiten, wie Kannen und Leuchter und Schmuckstücken, fort. Inspiriert von der Bewegung des Funktionalismus bestand eines seiner Armbänder aus breiten Gliedern, die zusammen mit ausgedehnten Scharnieren zusammengehalten wurden, die ein attraktives verziertes Band bildeten. Er verarbeitete auch geometrische Formen, zum Beispiel bei Manschettenknöpfen, die einen kreisförmigen Ring mit einem flachen Stab kombinierten. Der Schmuck besteht normalerweise aus einer Reihe ähnlicher Formen, die sich zu einem Ganzen zusammenfügen. Während die Skulpturen oft zweiseitig sind, bestehen die meisten Korpusarbeiten aus rein zylindrischen Formen ohne unnötige Details. Leider sind einige Edelstahlkannen nicht in Produktion gegangen. Als Silberschmied arbeitete er oft in seiner Werkstatt im Louisiana Museum of Modern Art, während er als Bildhauer ab 1962 auf die dänische Insel Bornholm zog, wo er in der Nähe der Granitsteinbrüche war und sich auf die Unterstützung lokaler Steinmetze verlassen konnte.

## Studienreisen und Arbeitsaufenthalte
- 1947–1948: Paris, Frankreich
- 1958–1959: Rom, Italien
- 1964–1965: Griechenland
- 1972–1973: Rom, Italien
- ab 1976: Umzug und Wohnsitz in Pietrasanta, Italien[3]

## Familie
Die Eltern von Søren Georg Jensen waren der Bildhauer und Silberschmied Georg Arthur Jensen (1866–1935) und dessen 3. Ehefrau Johanne Nielsen (1883–1918).

### Drei Ehen
Søren Georg Jensen heiratete zum ersten Mal am 17. Dezember 1943 in Kopenhagen die Bildhauerin Agnethe Alma Jørgensen, geboren am 17. Juni 1918 in Løvbjerggård, Karlebo Kommune, Tochter von Dr. phil., technischer Direktor der A/S Pensionsforsikringsanstalten Niels Rasmussen Jørgensen (1879–1967) und Alma Kirstine Rasmussen (geborene Thunbo) (1878–1960). Die Ehe wurde geschieden.
Im Jahr 1948 verheiratete er sich in Frankreich zum zweiten Mal mit der Bildhauerin Inger-Marie Svendsen, geboren am 13. November 1920 in Kristiansand, Tochter des Holzhändlers Thomas Svendsen (1888–1964) und dessen Frau Margit Elise Svendsen (1891–1934). Die Ehe wurde geschieden.
Eine dritte Ehe ging er am 28. Januar 1956 in Helsingør mit der Stoffdruckerin Inger Johanne (Tusta) Wefring, geb. 26. Mai 1925 in Oslo ein. Sie war das erste Mal 1949 verheiratet gewesen mit dem Restaurator und späterem Schuldirektor Steen Bjarnhof, geboren im Jahre 1925. Seine dritte Frau war die Tochter des Kunstmalers Gunnar Wefring und dessen Frau Signe Ivarsdotter Mortensson Egnund (1898–1977). Die dritte Ehe wurde 1973 aufgelöst.
Søren Georg Jensen starb 1982 in Kopenhagen und ist hier auf dem Hellerup Kirkegård begraben.

## Werke
- 1939: Barnehoved (deutsch Kinderkopf), roter Ton
- 1940: Mandshoved (deutsch Männerkopf), Gips
- 1943: Gruppe, Sandstein

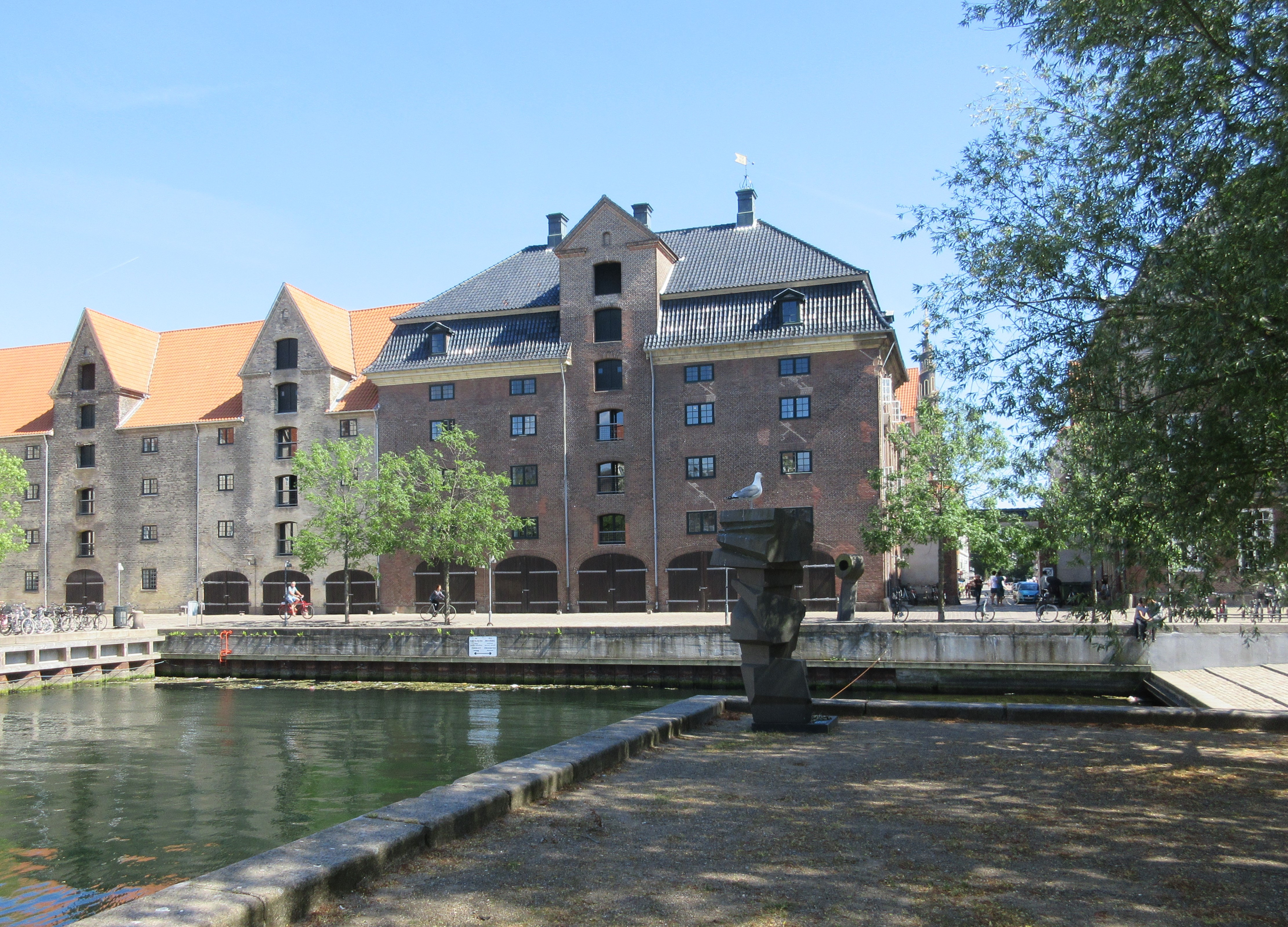
Kubistische Skulptur, 1979, Søndre Toldbod, Kopenhagen

- 1944: Liggende kvinde (deutsch Liegende Frau), Zement, Herning Kunstmuseum
- 1944: Denkmal-Entwurf für Ole Rømer, bemalter Gips
- 1945: Lebensgroße Skulptur David, Kunststein, Kleine Goldmedaille der Königlich Dänische Kunstakademie, Standort: Pensionisthøjskole Marielyst, Væggerløse
- 1945: Büste Agnete Juel Henningsen, Bronze
- 1945: Vibeke, gebrannter Ton
- 1946: Gående pige (deutsch Schreitendes Mädchen), Gips
- 1948: Figur, gebrannter Ton
- 1949: kubistische Frauenfiguren, gebrannter Ton
- 1950: Liegende Figur, Bronze, 1959 in Bronze gegossen, 1982 aufgestellt bei Sortedam Dossering, Kopenhagen
- 1951: Skulptur, gebrannter Ton, Georg Jensen Museum
- 1953: Skulptur, Holz, Kupfer und Messing, Esbjerg Kunstmuseum
- 1953–1959: Air, Eisenplatten, vor der Tune Bibliothek
- 1955: Skulptur, Keramik, Storstrøms Kunstmuseum
- 1955–1960: Skulptur, Keramik, Vestsjælland Kunstmuseum
- 1956–1957: Skulptur, Bronze, Herning Kunstmuseum
- 1958/1966: Skulptur, Granit, Herning Kunstmuseum
- 1957–1958: Skulpturen aus Glas, ausgeführt in Holmegaards Glasværk von Per Lütken
- 1959–1960: durchbrochene Reliefwand, Holz, Skive Seminar
- 1958–1959: Skulptur, Bronze, Hillerød Bibliothek
- 1959: Skulptur, Bronze, Storstrøms Kunstmuseum
- 1959: Skulptur, Bronze, ARoS Aarhus Kunstmuseum
- 1960–1964: eine Reihe von Skulpturen, Granit und Bronze, Egetæpper, Herning
- 1961–1965: Tre sten (deutsch Drei Steine), Granit, Dänemarks Technische Universität, Lundtofte
- 1962: Skulpturen aus Keramik, ausgeführt bei Bing & Grøndahl, Statens Museum for Kunst
- 1962: Skulptur, Bronze, Oslo
- 1961–1962: Skulptur, Granit, Ålborghus Gymnasium, Vorarbeiten in Bronze, Statens Museum for Kunst
- 1964: Tivoli-Spielplatz, Skulptur und Rutschbahn, Holz, ausgeführt zur Weltausstellung in New York 1964, verschenkt an einen US-amerikanischen Kindergarten
- 1964–1967: Randers II, Keramik, Statens Museum for Kunst
- 1967: Eos I und III, Keramik, Bornholms Kunstmuseum
- 1967: Helios I, Keramik, Esbjerg Kunstmuseum
- 1967: Helios II, Granit, Viby Amtsgymnasium
- 1967: Helios III, Keramik, Bornholms Kunstmuseum
- 1968–1971: Springbrunnen, Granit, Gråbrødretorv, Kopenhagen
- 1970–1972: Helios Boreios, Granit, Universität Bergen, Model aus Bronze 1977 aufgestellt vor Fyns Kunstmuseum
- 1972: Skulptur, Granit, Aksel Møllers Have, Frederiksberg
- 1972–1973: Aurora septentrionalis, Travertin, Det Danske Institut for Videnskab og Kunst i Rom
- 1976–1978: Skulptur, Granit, Den kommunale Højskole, Grenå
- 1976–1979: Skulptur, Tuffstein, Søndre Toldbod, Kopenhagen, Model aus Marmor im Louisiana Museum of Modern Art, Humlebæk
- 1980: Skulptur, Marmor, Nakskov Uddannelse Center
- 1980: Springbrunnen, Travertin, Axeltorv, Tåstrup, entfernt 1987, Model in der Ny Carlsberg Glyptotek, Kopenhagen
- 1981: Den lange rejse, (deutsch Die lange Reise), Granit, Dänisches Außenministerium, Kopenhagen
- 1981: Kyklopen (deutsch Der Kyklop), Granit, Dänisches Außenministerium
- 1982: Galionfigur (deutsch Figur des Galion), Granit, 1982, Dänisches Außenministerium
- 1983: Ohne Titel, Granit, ausgeführt 1983 unter der Aufsicht von J. Haugen-Sørensen nach einem nicht fertiggestellten Modell, Dänisches Außenministerium

## Auszeichnungen
- 1950: Stipendium der dänischen „Hielmstierne-Rosencrone Stiftung“
- 1951: Carlson Preis
- 1958: UNESCO-Stipendium
- 1958–1959: Carlson Stipendium (dänisch Carlsons Legat)
- 1960: La Triennale di Milano, Goldmedaille (für Silberarbeiten) in Mailand
- 1961: Jahrespreis „Dansk Kunsthåndverk“
- 1963: Goldener Ehrenring der „Gesellschaft für Goldschmiedekunst“
- 1963: Ny Carlsbergfond: Rom-Stipendium
- 1966: Eckersberg Medalie
- 1974: Thorvaldsen Medalie[3]